# Peloneustes
Peloneustes (wat 'modderzwemmer' betekent) is een monotypisch geslacht van uitgestorven pliosauride plesiosauriërs uit het Midden-Jura van Engeland. De resten zijn gevonden in de Peterborough-afzetting van de Oxford Clayformatie uit het Callovien. Het werd oorspronkelijk beschreven als een soort van Plesiosaurus door paleontoloog Harry Govier Seeley in 1869, voordat het zijn eigen geslacht kreeg door natuurvorser Richard Lydekker in 1889. Hoewel veel soorten zijn benoemd in Peloneustes, is Peloneustes philarchus momenteel de enige die nog steeds als geldig wordt beschouwd, terwijl de anderen naar andere geslachten verhuisden, werden beschouwd als nomina dubia, of synoniem worden geacht aan Peloneustes philarchus. Een deel van het materiaal dat voorheen aan Peloneustes evansi was toegewezen, is sindsdien opnieuw toegewezen aan Pliosaurus andrewsi. Peloneustes is bekend van vele exemplaren, waaronder zeer compleet materiaal.
Met een totale lengte van 3,5 tot vier meter is Peloneustes geen grote pliosauride. Hij had een grote, driehoekige schedel, die ongeveer een vijfde van zijn lichaamslengte besloeg. De voorkant van de schedel is langwerpig met een smal rostrum (snuit). De mandibulaire symphysis, waar de voorste uiteinden van elke kant van de mandibula, dus de gepaarde onderkaken, samensmelten, is langwerpig bij Peloneustes en hielp de kaak te versterken. Een verhoogde rand bevindt zich tussen de rijen tanden op de mandibulaire symphysis. De tanden van Peloneustes zijn kegelvormig en hebben cirkelvormige dwarsdoorsneden, met aan alle zijden verticale richels. De voorste tanden zijn groter dan de achterste tanden. Met slechts negentien tot eenentwintig nekwervels had Peloneustes een korte nek voor een plesiosauriër. De ledematen van Peloneustes waren omgevormd tot vinnen, waarbij het achterste paar groter was dan het voorste.
Peloneustes is geïnterpreteerd als zowel een naaste verwant van Pliosaurus als als een meer basale (vroeg afgesplitste) pliosauride binnen de Thalassophonea, waarbij de laatste interpretatie meer steun vond. Net als andere plesiosauriërs was Peloneustes goed aangepast aan het leven in het water en gebruikte hij zijn vinnen voor een zwemmethode die bekend staat als onder water vliegen. De schedels van pliosauriden werden versterkt om beter bestand te zijn tegen de stress van het voeden. De lange, smalle snuit van Peloneustes had snel door het water kunnen worden gezwiept om vissen te vangen, die hij met zijn talrijke scherpe tanden doorboorde. Peloneustes zou een epicontinentale (binnen)zee hebben bewoond die ongeveer dertig tot vijftig meter diep was. Hij deelde zijn leefgebied met een verscheidenheid aan andere dieren, waaronder ongewervelde dieren, vissen, thalattosuchiërs, ichthyosauriërs en andere plesiosauriërs. Er zijn ten minste vijf andere pliosauriden bekend van de Peterborough-afzetting, maar ze waren behoorlijk gevarieerd in anatomie, wat aangeeft dat ze verschillende voedselbronnen zouden hebben gegeten, waardoor ze concurrentie vermeden door nicheverdeling.

## Geschiedenis van onderzoek

Snuit van het holotype

De leemlagen van de Peterborough-afzetting van de Oxford Clayformatie worden al lang gedolven voor het maken van bakstenen. Sinds het einde van de achttiende eeuw, toen deze activiteiten begonnen, zijn de fossielen van veel zeedieren opgegraven uit de rotsen. Onder deze bevond zich het exemplaar dat het holotype van Peloneustes philarchus zou worden, ontdekt door geoloog Henry Porter in een leemgroeve in de buurt van Peterborough, Engeland. Het exemplaar omvat beide onderkaken, de snuit, achtenzestig wervels van het hele lichaam, het linkerschouderblad, het rechterravenbeksbeen, de darmbeenderen en zitbeenderen van het bekken, opperarmbeenderen, dijbeenderen, botten van de onderarmen en onderbenen, polsbeenderen, enkelbeenderen en talrijke kootjes. In 1866 kocht geoloog Adam Sedgwick het exemplaar voor het Woodwardian Museum van de Universiteit van Cambridge (nu het Sedgwick Museum of Earth Sciences, Cambridge), waarbij het exemplaar werd gecatalogiseerd als CAMSM J.46913 en werd opgeslagen in de collegezaal van de universiteit in een kast D. Paleontoloog Harry Govier Seeley beschreef in 1869 het exemplaar als de nieuwe soort Plesiosaurus philarchus van het reeds bestaande geslacht Plesiosaurus. De specifieke naam is afgeleid van het Grieks φίλαρχος, 'machtsbelust', mogelijk vanwege zijn grote, krachtige schedel. Seeley heeft dit exemplaar niet in detail beschreven, hij gaf alleen een lijst van het bekende materiaal. Hoewel latere publicaties deze overblijfselen verder zouden beschrijven, bleef CAMSM J.46913 tot 2011 slecht beschreven.

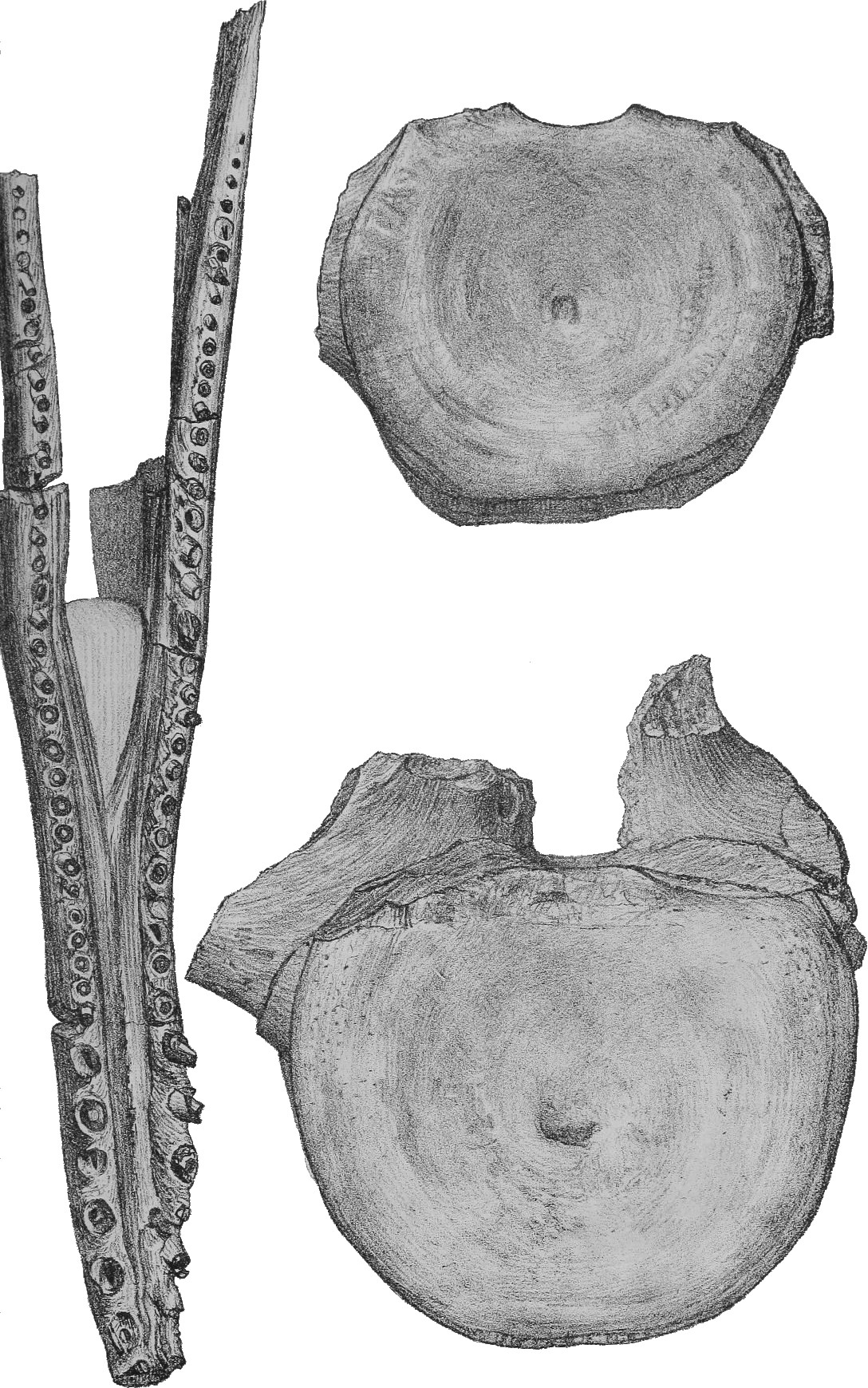
Onderkaken en wervels geïllustreerd bij Lydekker

De hereboeren Alfred Leeds en zijn broer Charles Leeds verzamelden sinds ongeveer 1867 fossielen uit de Oxford Clay, aangemoedigd door geoloog John Phillips van de Universiteit van Oxford, en legden wat bekend werd als de Leeds Collection aan. Terwijl Charles uiteindelijk vertrok, ging Alfred, die de meeste exemplaren aankocht, door met het verzamelen van fossielen tot 1917. Uiteindelijk, na een bezoek van Henry Woodward van het British Museum of Natural History (nu het Natural History Museum in Londen) aan de collectie van Leeds in Eyebury in 1885 kocht het museum in 1890 ongeveer vijf ton aan fossielen. Dit bracht de collectie van Leeds meer bekendheid, en hij zou later exemplaren verkopen aan musea in heel Europa, en zelfs enkele in de Verenigde Staten. Het zorgvuldig geprepareerde materiaal was meestal in goede staat, hoewel het door geologische processen nogal eens was verbrijzeld en gebroken. Vooral schedels waren hiervoor kwetsbaar.

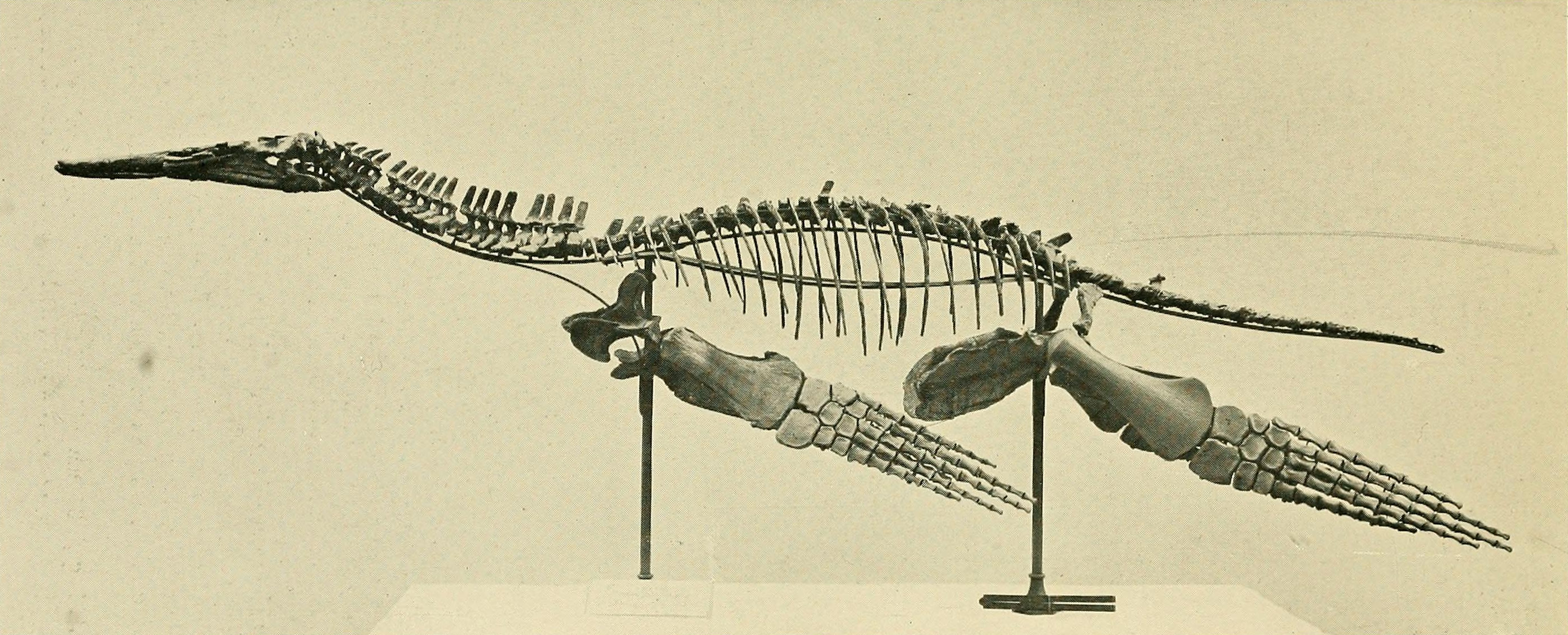
Het opgestelde skelet

Natuurvorser Richard Lydekker werd geïnformeerd over een skelet van een plesiosauriër in het British Museum of Natural History door geoloog George Charles Crick, die daar werkte. Het exemplaar, gecatalogiseerd onder het inventarisnummer NHMUK R1253, was ontdekt in de Oxford Clayformatie in Green End, Kempston, nabij Bedford. Lydekker speculeerde dat het skelet ooit compleet was, pas tijdens de opgraving beschadigd. De gordels van de ledematen waren zwaar gefragmenteerd toen het exemplaar in het museum aankwam, maar medewerker Lingard van de afdeling Geologie slaagde erin om veel ervan te herstellen. Naast de ledematengordels bestaat het exemplaar ook uit een gedeeltelijke onderkaak, tanden, meerdere wervels (hoewel geen enkele uit de nek) en veel van de ledematen. Lydekker identificeerde dit exemplaar als een individu van Plesiosaurus philarchus en publiceerde er in 1889 een beschrijving van. Na bestudering van dit en andere exemplaren in de Leeds Collection, concludeerde hij dat plesiosauriërs met verkorte nek en grote hoofden niet konden worden geclassificeerd als soorten van Plesiosaurus, wat betekent dat dat "P." philarchus behoorde tot een ander geslacht. Hij wees het aanvankelijk toe aan Thaumatosaurus in 1888, maar besloot later dat het duidelijk genoeg was om zijn eigen geslacht te rechtvaardigen, dat hij in zijn publicatie uit 1889 Peloneustes noemde. De naam Peloneustes komt van de Griekse woorden pelos, wat 'modder' of 'klei' betekent, verwijzend naar de Oxford Clayformatie, en neustes, wat 'zwemmer' betekent. Seeley gooide Peloneustes in 1892 echter op één hoop met Pliosaurus en beweerde dat de twee onvoldoende verschillend waren om afzonderlijke geslachten te rechtvaardigen. Seeley en Lydekker konden het niet eens worden over in welk geslacht ze P. philarchus moesten classificeren, wat een onderdeel vormde van een vete tussen de twee wetenschappers. Sindsdien is Peloneustes echter de geaccepteerde naam geworden.

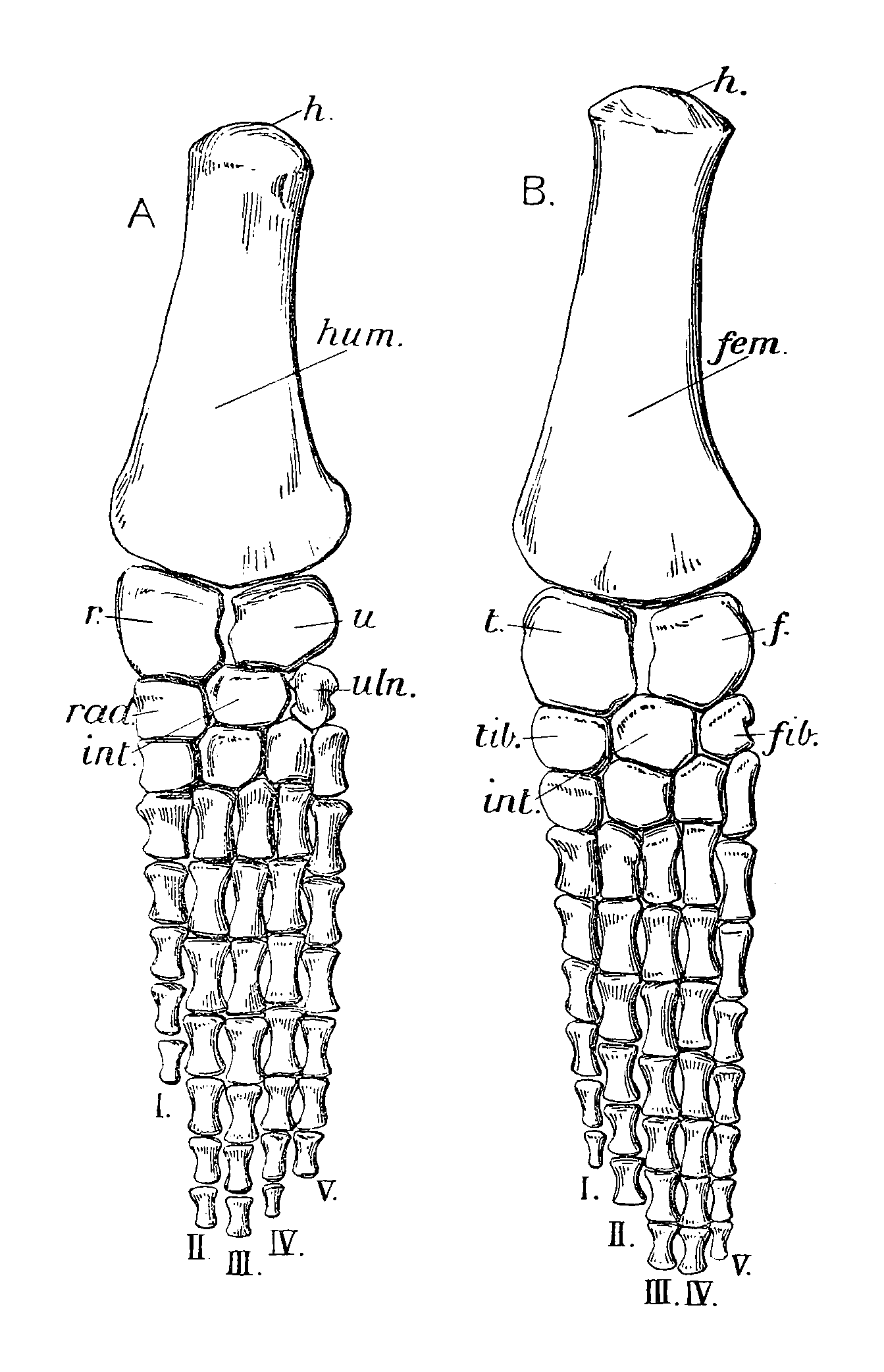
De voorvin en achtervin

De Leeds Collection bevatte meerdere exemplaren van Peloneustes. In 1895 beschreef paleontoloog Charles William Andrews de anatomie van de schedel van Peloneustes op basis van vier gedeeltelijke schedels in de Leeds Collection. In 1907 publiceerde geoloog Frédéric Jaccard een beschrijving van twee Peloneustes-exemplaren uit de Oxford Clay nabij Peterborough, gehuisvest in het Musée Paléontologique de Lausanne, Zwitserland. De meest complete van de twee exemplaren bevat een complete schedel die beide kaken behoudt; meerdere geïsoleerde tanden; dertien cervicale (nek), vijf borst- (schouder) en zeven caudale (staart) wervels; ribben; beide schouderbladen, een ravenbeksbeen; een gedeeltelijke interclavicula; een compleet bekken behalve een zitbeen; en alle vier de ledematen, die bijna compleet waren. Het andere exemplaar bewaarde drieëndertig wervels en enkele bijbehorende ribben. Aangezien het door Lydekker beschreven exemplaar gerestaureerd was en de ontbrekende informatie in zijn publicatie was aangevuld met gegevens van andere exemplaren, vond Jaccard het relevant om een beschrijving te publiceren met foto's van het meer complete exemplaar in Lausanne om de anatomie van Peloneustes beter te illustreren.

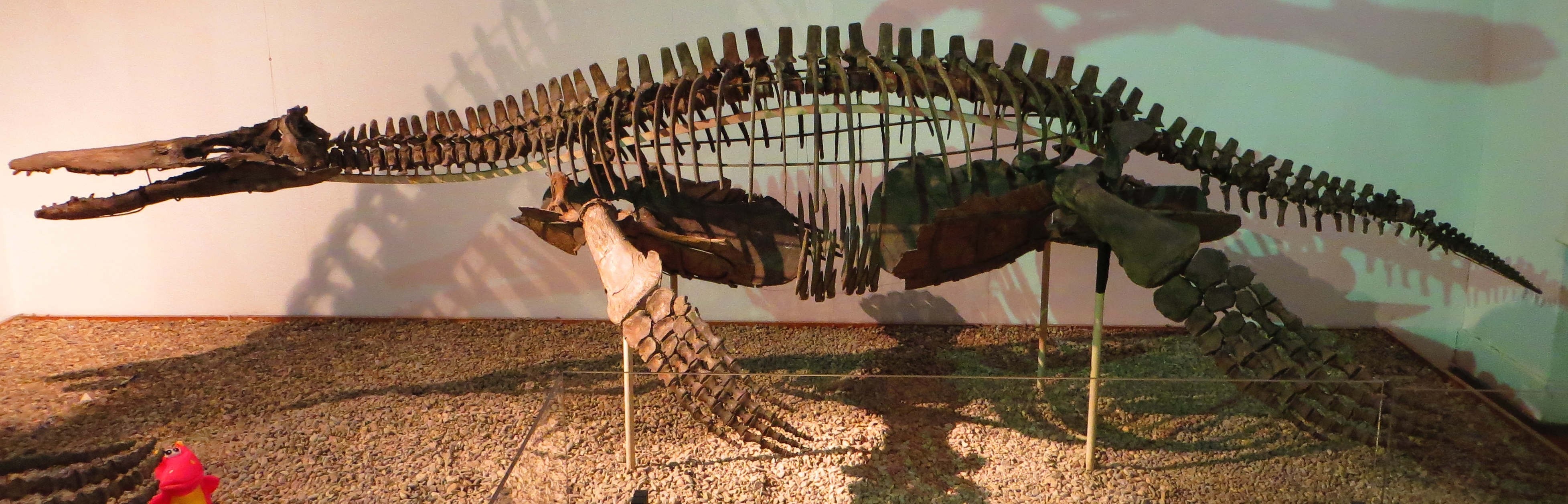
Het skelet in Tübingen

In 1913 beschreef natuurvorser Hermann Linder meerdere exemplaren van Peloneustes philarchus die waren gehuisvest in het Institut für Geowissenschaften, de Universiteit van Tübingen en het Staatsmuseum voor Natuurgeschiedenis in Stuttgart, Duitsland. Deze exemplaren waren ook afkomstig uit de Leeds Collection. Onder de exemplaren die hij beschreef uit het voormalige instituut was een bijna compleet gemonteerd skelet, dat alleen twee halswervels miste, enkele staartwervels vanaf het uiteinde van de staart en enkele distale vingerkootjes. Alleen het achterste deel van de schedel was in goede staat, maar de onderkaak was grotendeels onbeschadigd. Een ander exemplaar dat Linder beschreef, was een goed bewaard gebleven schedel (GPIT RE/3409), ook van de Universiteit van Tübingen, die de scleraalring bewaarde (de set kleine botten die het oog ondersteunen), pas de vierde keer dat deze botten waren gemeld bij een plesiosauriër.

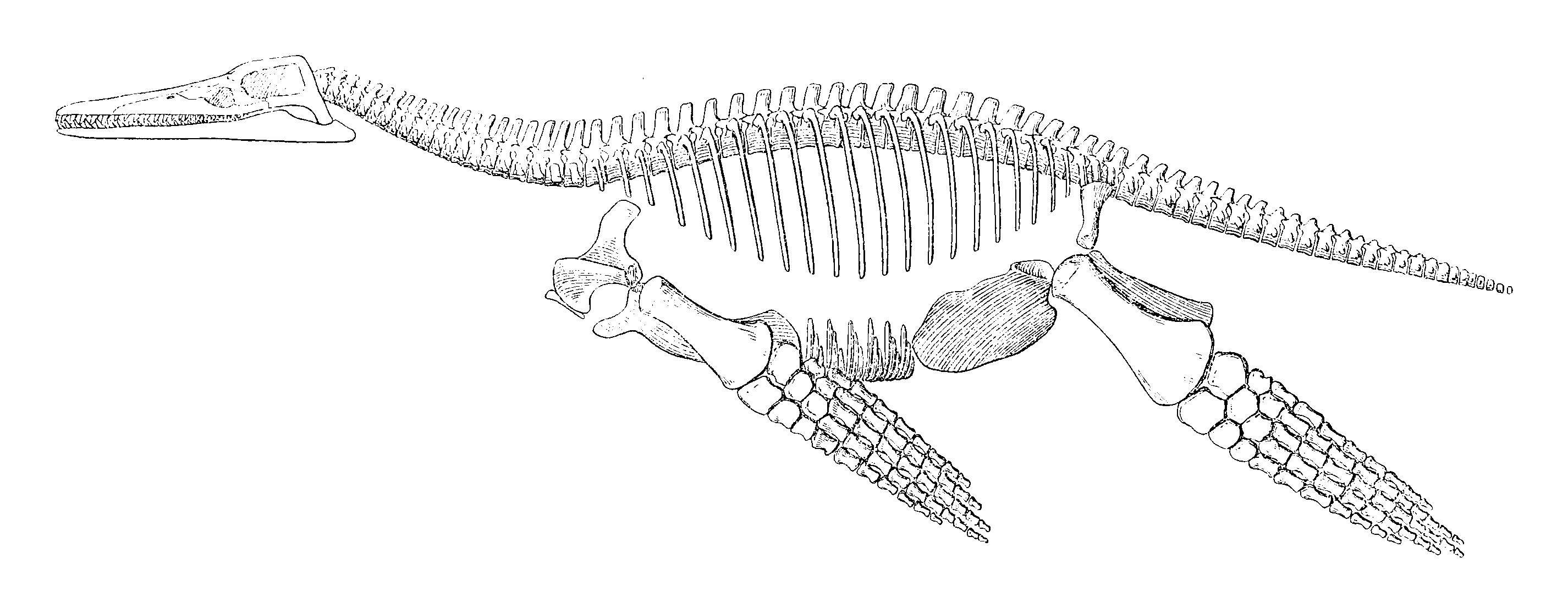
De skeletreconstructie

Andrews beschreef later de mariene reptielenspecimina van de Leeds Collection die zich in het British Museum of Natural History bevonden en publiceerde daarover twee boekdelen, één in 1910 en de andere in 1913. De anatomie van de Peloneustes-specimina werd beschreven in het tweede deel, voornamelijk gebaseerd op de goed bewaarde schedels NHMUK R2679 en NHMUK R3808 en NHMUK R3318, een bijna compleet skelet. NHMUK R3318 was zo goed bewaard gebleven dat het als een heel skelet kon worden gerestaureerd en gemonteerd, hoewel de ontbrekende delen van het bekken en de ledematen moesten worden ingevuld. Het gemonteerde skelet werd tentoongesteld in de Gallery of Fossil Reptiles van het museum. Andrews had dit dier in 1910 beschreven, waarbij hij opmerkte dat het het eerste gereconstrueerde skelet van een pliosauride was, waarmee hij belangrijke informatie verschafte over de algemene anatomie van die groep.
In 1960 publiceerde paleontoloog Lambert Beverly Tarlo een overzicht van pliosauride soorten die waren gerapporteerd uit het Boven-Jura. Veel soorten pliosauriden waren benoemd op basis van losse fragmenten, waardoor verwarring ontstond. Tarlo ontdekte ook dat onnauwkeurige beschrijvingen van het materiaal en paleontologen die elkaars werk negeerden deze verwarring alleen maar erger maakten. Van de zesendertig soorten die hij bekeek, vond hij er slechts negen geldig, waaronder Peloneustes philarchus. In 2011 beschreven de paleontologen Hilary Ketchum en Roger Benson de anatomie van de schedel van Peloneustes. Sinds de eerdere anatomische studies van Andrews en Linder waren er meer exemplaren gevonden, waaronder NHMUK R4058, een schedel die in drie dimensies bewaard is gebleven en die een beter idee geeft van de vorm van de kop.

## Andere toegewezen soorten
In de loop van de geschiedenis zijn er nog veel meer soorten in Peloneustes geplaatst, maar deze zijn sindsdien allemaal opnieuw toegewezen aan aparte geslachten of als ongeldig beschouwd. In dezelfde publicatie waarin hij Peloneustes philarchus benoemde, benoemde Seeley ook een andere soort Plesiosaurus, Plesiosaurus sterrodeirus, gebaseerd op zeven exemplaren in het Woodwardian Museum bestaande uit schedel- en wervelmateriaal. Toen Lydekker het geslacht Peloneustes benoemde voor Peloneustes philarchus, classificeerde hij ook Plesiosaurus sterrodeirus en Pleiosaurus aequalis (een soort benoemd door John Phillips in 1871) als leden van dit geslacht. In zijn recensie van de pliosauride taxonomie uit 1960 beschouwde Tarlo P. aequalis als ongeldig, aangezien het gebaseerd was op propodia (botten van de bovenste ledematen), die niet kunnen worden gebruikt om verschillende pliosauride soorten te onderscheiden. Hij was van mening dat Peloneustes sterrodeirus in plaats daarvan tot Pliosaurus behoorde, als een mogelijk synoniem van Pliosaurus brachydeirus.
Een andere soort beschreven door Seeley in 1869 was Pliosaurus evansi, gebaseerd op exemplaren in het Woodwardian Museum. Deze bestonden uit cervicale (hals) en dorsale (rug) wervels, ribben en een ravenbeksbeen. Omdat het een kleinere soort van Pliosaurus is en gezien zijn gelijkenis met Peloneustes philarchus, wees Lydekker het in 1890 toe aan Peloneustes, waarbij hij opmerkte dat het groter was dan Peloneustes philarchus. Hij dacht ook dat een grote onderkaak en peddel toegeschreven aan Pleiosaurus ?grandis door Phillips in 1871  in plaats daarvan tot deze soort behoorden. In 1913 wees Andrews een gedeeltelijk skelet van een andere grote pliosauriër die door Leeds was gevonden toe aan Peloneustes evansi, waarbij hij opmerkte dat hoewel de onderkaak en wervels vergelijkbaar waren met andere exemplaren van Peloneustes evansi, ze behoorlijk verschilden van die van Peloneustes philarchus. Bijgevolg achtte Andrews het mogelijk dat Peloneustes evansi echt tot een apart geslacht behoorde dat morfologisch tussen Peloneustes en Pliosaurus in lag.  In zijn bespreking van pliosauriden uit 1960, synoniemiseerde Tarlo Peloneustes evansi met Peloneustes philarchus omdat hun halswervels identiek waren (behalve een verschil in grootte). Hij beschouwde de grotere exemplaren van Peloneustes evansi als verschillend, en wees ze toe aan de nieuwe soort Pliosaurus andrewsi (hoewel deze soort niet langer wordt beschouwd als behorend tot Pliosaurus). Hilary F. Ketchum en Roger B.J. Benson waren het niet eens met deze synoniemen en waren in 2011 van mening dat, aangezien het holotype van Peloneustes evansi niet-diagnostisch is (zonder onderscheidende kenmerken), Peloneustes evansi een nomen dubium is en daarom een onbepaalde pliosauride.
Paleontoloog E. Koken beschreef in 1905 de soort Peloneustes kanzleri uit het Krijt van Duitsland. In 1960 identificeerde Tarlo deze soort als een elasmosauride. In 1913 creëerde Linder de ondersoort Peloneustes philarchus var. spathyrhynchus, onderscheidend op basis van zijn spatelvormige mandibulaire symphysis (waar de twee gepaarde onderkaken elkaar ontmoeten en samensmelten). Tarlo beschouwde het als een synoniem van Peloneustes philarchus in 1960 omdat de mandibulaire symphysis van Peloneustes proportioneel breder is bij grotere exemplaren, waardoor var. spathyrhynchus verklaard kan worden als intraspecifieke variatie (variatie binnen de soort). Compressie maakt een nauwkeurige meting van deze verhoudingen moeilijk. In 1948 benoemde paleontoloog Nestor Novozhilov de nieuwe soort Peloneustes irgisensis, gebaseerd op PIN 426, een gedeeltelijk skelet bestaande uit een grote, onvolledige schedel, wervels en een gedeeltelijke achterpoot, dat de maaginhoud bewaart. Het exemplaar werd opgegraven in het Beneden-Wolga-bekken in Rusland. In zijn recensie uit 1960 beschouwde Tarlo deze soort als te verschillend van Peloneustes philarchus om tot Peloneustes te behoren, en plaatste hem voorlopig in Pliosaurus. Hij speculeerde dat Novozhilov ten onrechte had gedacht dat Peloneustes de enige langsnuitige pliosauride was, vandaar de oorspronkelijke toewijzing. In 1964 benoemde Novozhilov het nieuwe geslacht Strongylokrotaphus voor deze soort, maar verdere studies waren het met Tarlo eens en wezen de soort toe aan Pliosaurus, mogelijk een synoniem van Pliosaurus rossicus. Tegen die tijd had PIN 426 zware pyrietschade opgelopen.
In 1998 stelde paleontoloog Frank Robin O'Keefe voor dat een pliosauride exemplaar uit de Posidoniaschalie uit het Vroeg-Jura van Duitsland een nieuwe soort van Peloneustes zou kunnen vertegenwoordigen. In 2001 beschouwde hij het als een apart geslacht en benoemde het als Hauffiosaurus zanoni. Paleontologen Zulma Gasparini en Manuel A. Iturralde-Vinent wezen een pliosauride uit de Jaguaformatie uit het Laat-Jura van Cuba toe aan een Peloneustes sp. in 2006. In 2009 beschreef Gasparini het opnieuw als Gallardosaurus iturraldei. In 2011 waren Ketchum en Benson van mening dat Peloneustes slechts Peloneustes philarchus bevatte, dus als enige soort. Ze erkenden eenentwintig definitieve exemplaren van Peloneustes philarchus, allemaal van de Peterborough-afzetting van de Oxford Clayformatie. Ze beschouwden sommige exemplaren van de Peterborough-afzetting en Marquise, Frankrijk die eerder aan Peloneustes waren toegewezen, als behorend tot verschillende, momenteel nog niet benoemde pliosauriden.

## Beschrijving

Vergelijking in grootte met een mens

### Grootte en algemene bouw
Peloneustes is een klein-  tot middelgroot lid van Pliosauridae.  NHMUK R3318, het opgestelde skelet in het Natural History Museum in Londen, is driehonderdvijftig centimeter lang, terwijl het gemonteerde skelet in het Institut für Geowissenschaften, Universiteit van Tübingen vierhonderdvijf centimeter lang is. Plesiosauriërs kunnen typisch worden verdeeld in het plesiosauromorfe morfotype met kleine kop en lange hals of het pliosauromorfe morfotype met grote kop en korte hals. Peloneustes is van het laatste morfotype, met zijn schedel die iets minder dan een vijfde van de totale lengte van het dier uitmaakt. Peloneustes had, zoals alle plesiosauriërs, een korte staart en een massieve torso; al zijn ledematen waren veranderd in grote vinnen.

### Onderscheidende kenmerken
In 2011 werden een aantal onderscheidende kenmerken vastgesteld. Een daarvan is een autapomorfie, een unieke afgeleide (dus nieuwe) eigenschap. De symfyse van de onderkaken is in het midden verheven, een smal beenplateau vormend.
Verder is er een unieke combinatie van op zich niet unieke kenmerken. Er staan zes tanden in de praemaxilla. Het diasteem, de gaping, tussen de premaxillaire en maxillaire tanden is smal. Het voorhoofdsbeen draagt bij aan de rand van de oogkas en raakt het (externe) neusgat. Het verhemeltebeen raakt de choana, het interne neusgat. Het verhemelte van onderen bezien toont een langwerpig dolkvormig uitsteeksel van het parasfenoïde. De symfyse van de onderkaken draagt dertien tot vijftien paar tanden. Elk dentarium van de onderkaak draagt zesendertig tot vierenveertig tanden. De tweede tot en met zevende dentaire tand zijn groter dan meer achterste tanden. De symfyse van de onderkaken is het breedst ter hoogte van de vijfde/zesde tandpositie. De tanden zijn rond in dwarsdoorsnede waarbij de hele omtrek van de tandkroon is bezet met richels die ontspruiten uit de basis van het tandglazuur. De richels staan iets meer uit elkaar op de bolle zijde dan op de holle zijde van de kroon waarbij korte, middellange en lange richels tamelijk regelmatig uit elkaar staan terwijl er maar een paar tot het spits doorlopen. Het intercentrum van de draaier is min of meer rechthoekig en bedekt het wervellichaam van de atlas als het atlas-draaiercomplex van onderen bezien wordt. De doornuitsteeksels van de halswervels zijn overdwars afgeplat.

### Schedel
Hoewel het holotype van Peloneustes het achterste deel van zijn schedel mist, zijn er veel goed bewaarde aanvullende exemplaren, waaronder een dat niet verticaal is geplet, aan dit geslacht toegewezen. Deze crania variëren in grootte en zijn 60 tot 78,5 centimeter lang. De schedel van Peloneustes is langwerpig en loopt omhoog naar het achterste uiteinde. Van bovenaf gezien heeft de schedel de vorm van een gelijkbenige driehoek,  met de achterkant van de schedel breed en de voorkant langwerpig met een smal rostrum. Het achterste deel van de schedel heeft ongeveer evenwijdige zijden, in tegenstelling tot de taps toelopende voorste delen. De uitwendige neusgaten zijn klein en bevinden zich ongeveer halverwege de lengte van de schedel. De niervormige oogkassen zijn naar voren en naar buiten gericht en bevinden zich op de achterste helft van de schedel. De scleraalringen zijn samengesteld uit ten minste zestien, en misschien wel negentien, individuele elementen, een ongewoon hoog aantal voor een reptiel. In 2011 was de scleraalring van het holotype de meest complete die van een plesiosauriër bekend was; Thalassiodracon heeft er veertien. De slaapvensters (openingen aan de achterkant van de schedel) zijn vergroot en elliptisch; ze bevinden zich op het achterste kwart van de schedel.

Reconstructie van de schedel

Kenmerkend is dat de premaxillae (voorste bovenste tanddragende botten) van Peloneustes elk zes tanden dragen, en de diastemata (spleten tussen de tanden) van de bovenkaak zijn smal. Hoewel er is beweerd dat Peloneustes neusbeenderen had (botten die bij de meeste Amniota grenzen aan de uitwendige neusgaten), laten goed bewaarde exemplaren zien dat dit niet het geval is. De voorhoofdsbeenderen (botten grenzend aan de bovenzijde van oogkassen) van Peloneustes maken contact met zowel de oogkassen als de uitwendige neusgaten, een onderscheidend kenmerk van Peloneustes. Er is enige onenigheid geweest over de vraag of Peloneustes al dan niet traanbeenderen had (botten die grenzen aan de onderste voorranden van de oogkassen), vanwege een slechte conservering. Goed bewaarde exemplaren geven echter aan dat de traanbeenderen aparte botten zijn zoals bij andere pliosauriden, in plaats van verlengingen van de jukbeenderen (botten die grenzen aan de onderste achterranden van de oogkassen). 

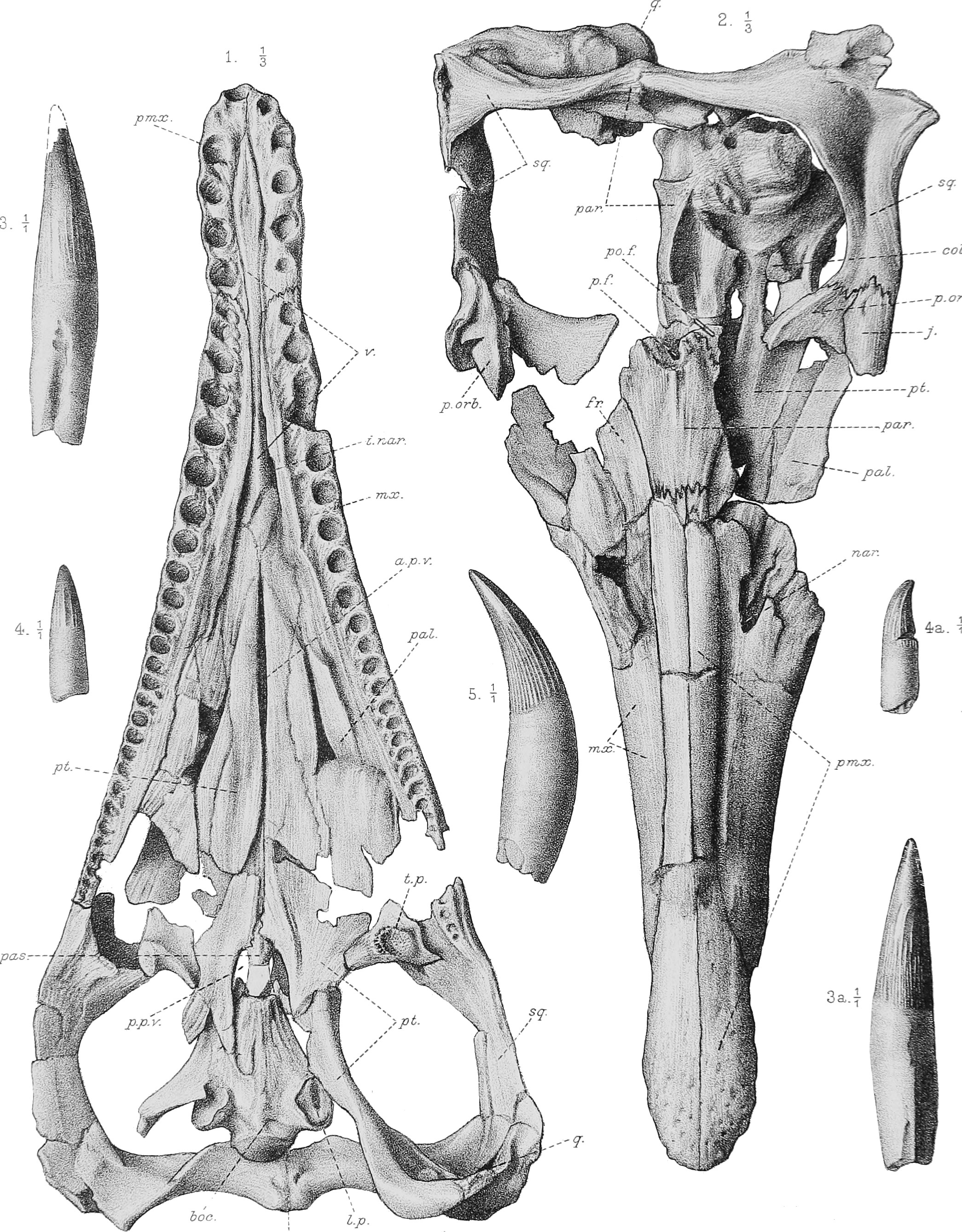
De schedel bij Andrews

Het verhemelte van Peloneustes is vlak en heeft veel openingen, waaronder de interne neusgaten of choanae (de opening van de neusholte naar de mond). Deze openingen worden geraakt door de verhemeltebeenderen, een configuratie die wordt gebruikt om dit geslacht te identificeren. Het parasfenoïde (een bot dat het onderste voorste deel van de hersenpan vormt) draagt een lang cultriform uitsteeksel (een voorwaartse "dolkvormige" projectie van de hersenpan) dat zichtbaar is wanneer het verhemelte van onderaf wordt bekeken, een ander onderscheidend kenmerk van Peloneustes. Het achterhoofd van Peloneustes heeft een open bouw met grote fenestrae, vensters.

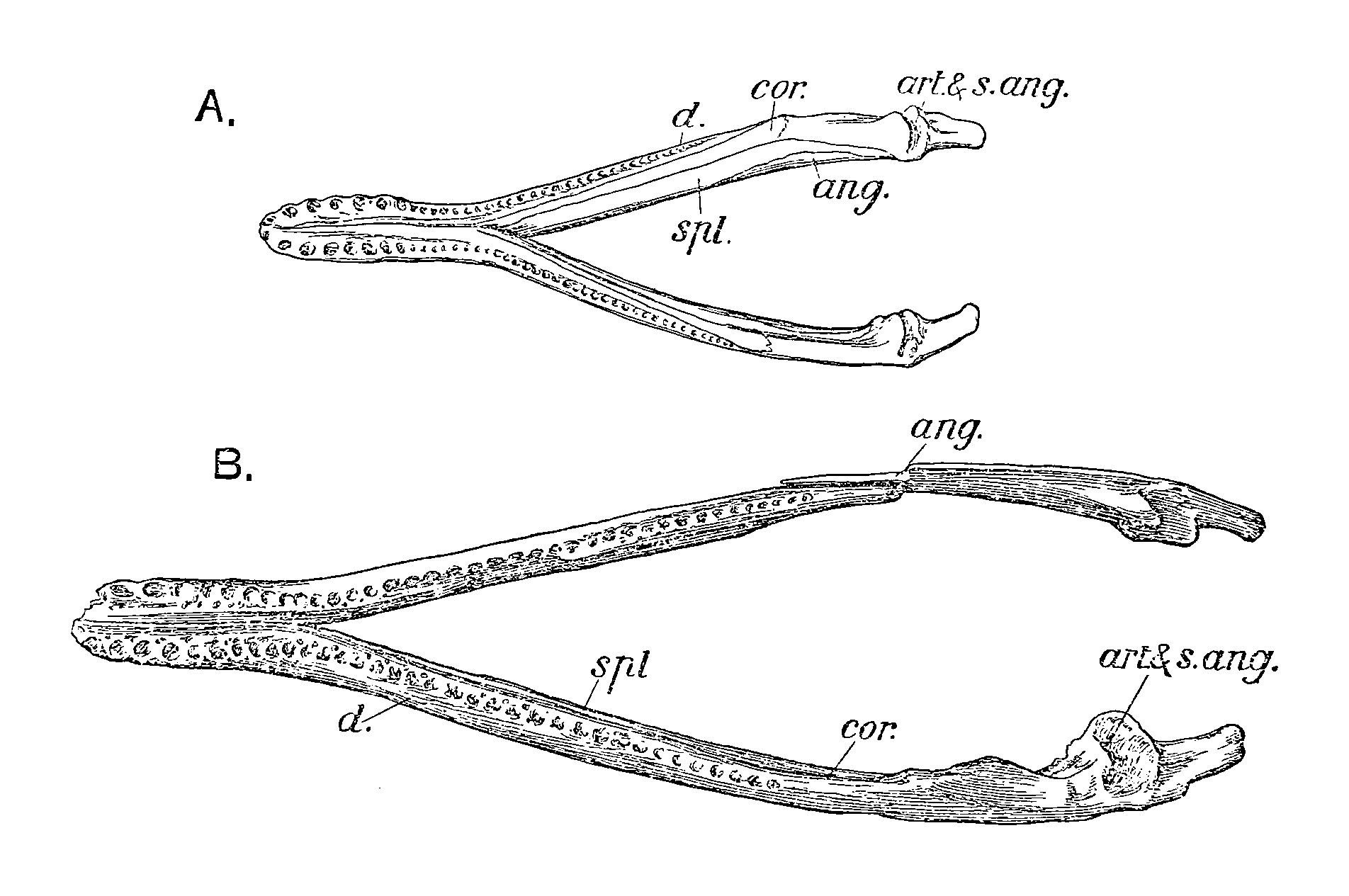
Onderkaken

Peloneustes is bekend van vele onderkaken, waarvan sommige goed bewaard zijn gebleven. De langste hiervan meet 87,7 centimeter. De mandibulaire symphysis is langwerpig en beslaat ongeveer een derde van de totale mandibulaire lengte. Achter de symfyse lopen de twee zijden van de onderkaak uiteen voordat ze zachtjes naar binnen buigen bij het achterste uiteinde. Elk dentarium (het tanddragende bot in de onderkaak) heeft tussen de zesendertig en vierenveertig tanden, waarvan dertien tot vijftien op de symphysis. De tweede tot zevende tandkassen zijn groter dan de meer achterste, en de symfyse is het breedst rond de vijfde en zesde. Naast de kenmerken van zijn mandibulaire tanden, kan Peloneustes ook worden geïdentificeerd aan de hand van zijn coronoïden (bovenste binnenste mandibulaire botten), die bijdragen aan de mandibulaire symphysis. Tussen de tandenrijen draagt de mandibulaire symphysis een verhoogde richel waar de dentaria samenkomen. Dit is een uniek kenmerk van Peloneustes, niet gezien bij andere plesiosauriërs. De mandibulaire glenoïde (holte van het kaakgewricht) is breed, niervormig en schuin naar boven en naar binnen gericht.

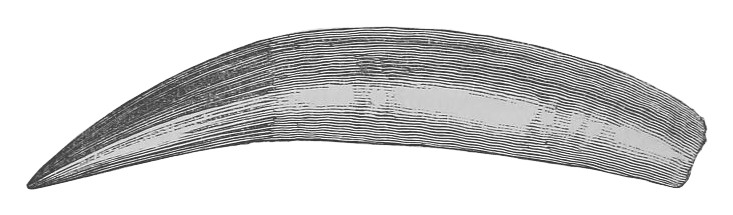
Tand

De tanden van Peloneustes hebben cirkelvormige dwarsdoorsneden, zoals te zien is bij andere pliosauriden van zijn tijd. De tanden hebben de vorm van teruggebogen kegels. Het glazuur van de kronen draagt aan alle zijden verticale richels op regelmatige afstand, van verschillende lengten. Deze richels zijn meer geconcentreerd op de concave rand van de tanden. De meeste richels strekken zich uit tot de helft tot tweederde van de totale kroonhoogte, en weinigen bereiken daadwerkelijk de top van de tand. Het gebit van Peloneustes is heterodont, dat wil zeggen, het heeft tanden met verschillende vormen. De grotere tanden zijn caniniform, gebouwd als de hoektanden van zoogdieren, en bevinden zich aan de voorkant van de kaken, terwijl de kleinere tanden scherper naar achteren gebogen zijn, steviger en verder naar achteren geplaatst.

### Postcraniaal skelet

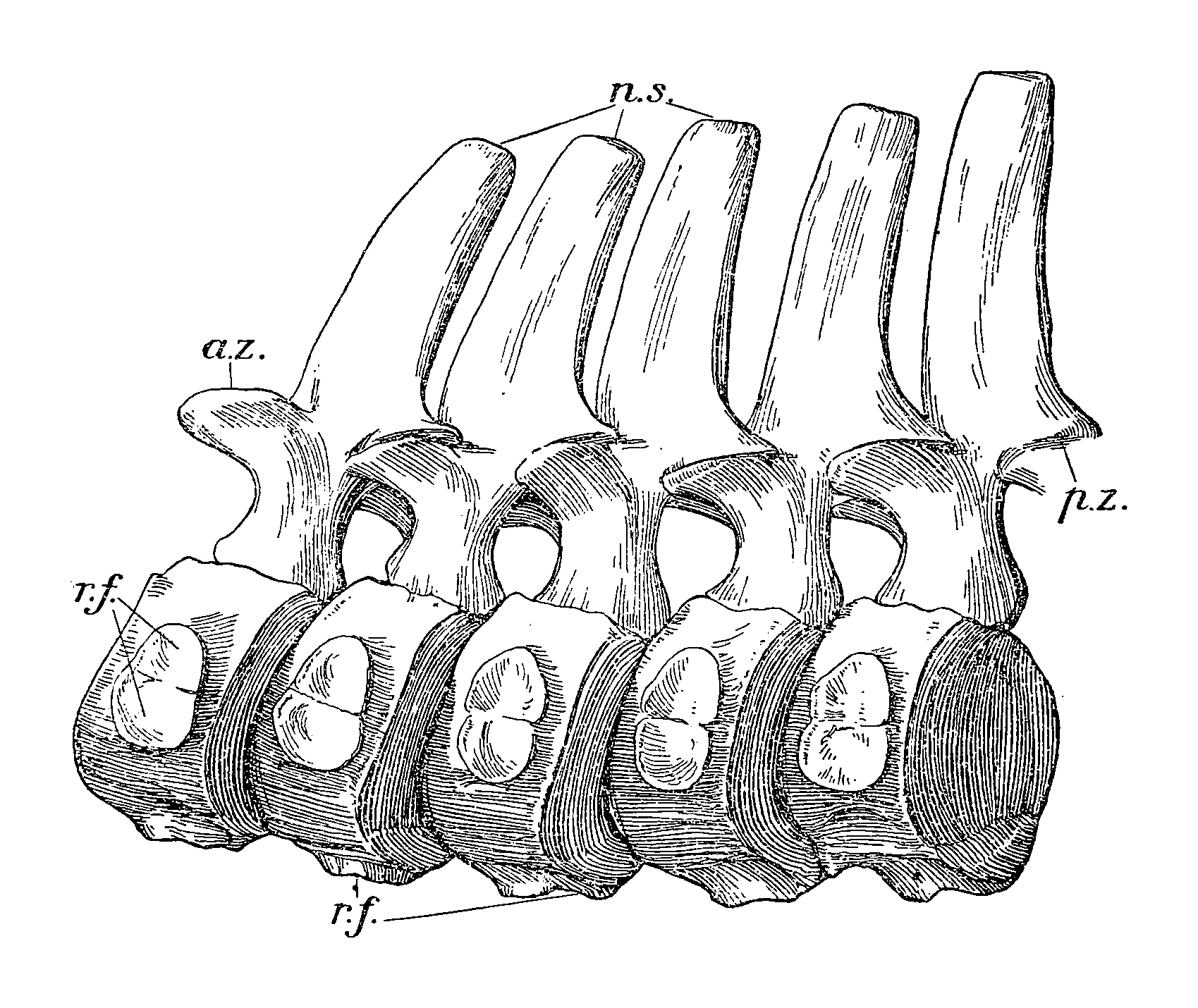
Middelste halswervels

In 1913 rapporteerde Andrews dat Peloneustes eenentwintig tot tweeëntwintig hals-, twee tot drie borst- en ongeveer twintig ruggenwervels had, met het exacte aantal sacrale- (heup) en staartwervels onbekend, gebaseerd op exemplaren in de Leeds Collection. In hetzelfde jaar rapporteerde Linder echter negentien halswervels, vijf borstwervels, twintig ruggenwervels, twee sacrale wervels en ten minste zeventien staartwervels bij Peloneustes, gebaseerd op een exemplaar in het Institut für Geowissenschaften, Universiteit van Tübingen. De eerste twee halswervels, de atlas en de draaier, zijn bij volwassen dieren versmolten, maar bij juvenielen zijn ze aanwezig als verschillende niet-vergroeide elementen. Het intercentrum (tussenliggend wervellichaam) van de draaier is ongeveer rechthoekig en strekt zich uit onder het centrum (wervellichaam) van de atlas. De halswervels dragen hoge doornuitsteeksels die overdwars zijn samengedrukt. De halswervels zijn ongeveer half zo lang als breed. Ze dragen sterk holle gewrichtsvlakken, met een uitstekende rand rond de onderkant van de wervels die zich aan de voorzijde van de reeks bevinden. Elk centrum van een halswervel heeft een krachtige kiel langs de middenlijn van de onderkant. De meeste halsribben hebben twee koppen die gescheiden zijn door een inkeping.

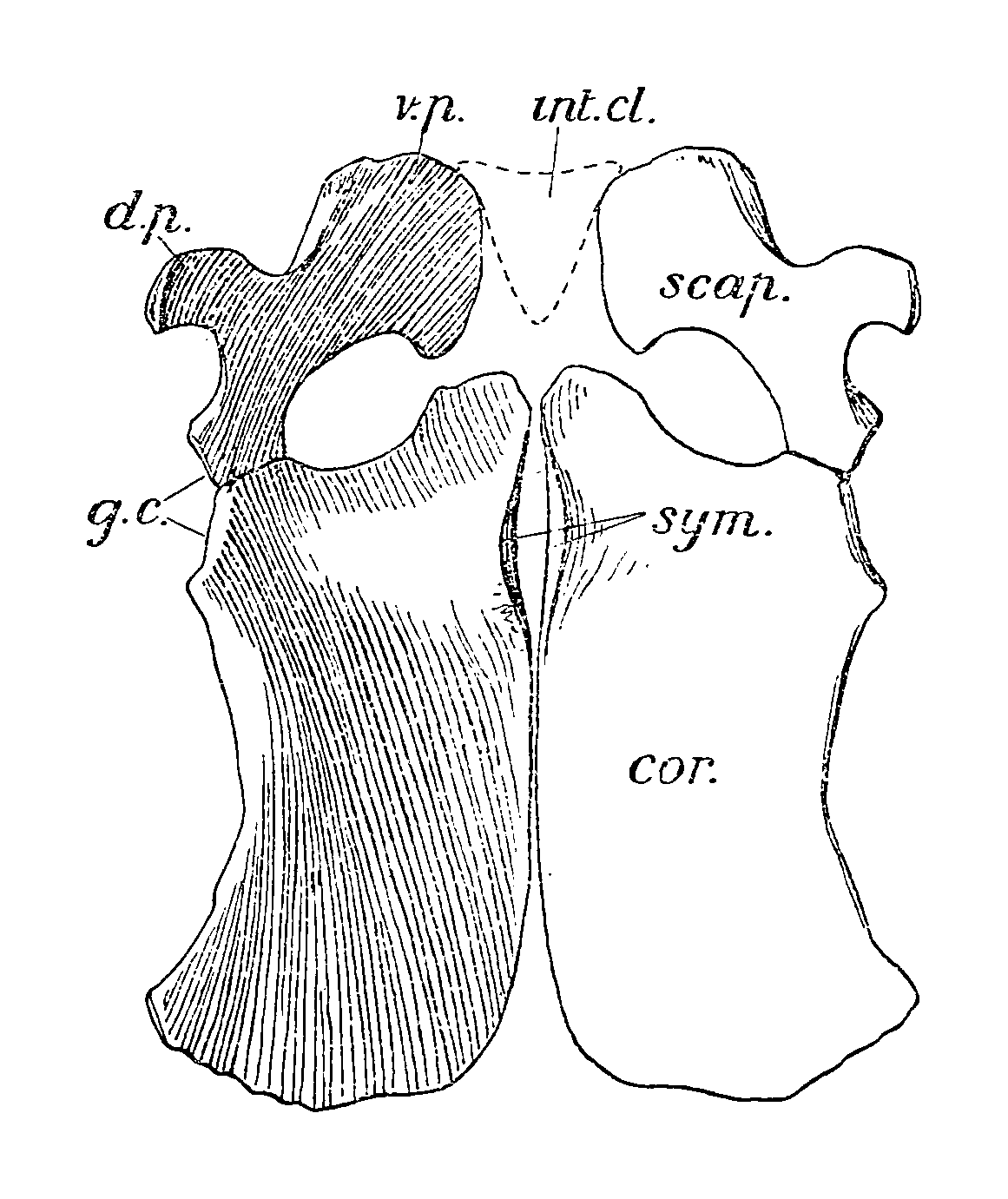
De schoudergordel

De borstwervels dragen facetten voor hun respectievelijke ribben welke facetten gedeeltelijk op hun centra en deels op de wervelbogen liggen. Na deze wervels volgen de ruggenwervels, die meer langwerpig zijn dan de halswervels en kortere doornuitsteeksels hebben. De sacrale en caudale wervels hebben beide minder langwerpige centra die breder zijn dan hoog. Veel van de ribben van de heup en de basis van de staart dragen vergrote uiteinden die met elkaar lijken te articuleren. Andrews veronderstelde in 1913 dat deze configuratie de staart zou hebben verstijfd, mogelijk om de grote achterpoten te ondersteunen. De terminale (laatste) staartwervels nemen sterk in grootte af en zouden verhoudingsgewijs grotere chevrons hebben ondersteund dan de verder naar voren gelegen staartwervels. In 1913 speculeerde Andrews dat deze morfologie aanwezig zou kunnen zijn geweest ter ondersteuning van een kleine staartvinachtige structuur, iets wat latere vondsten hebben bevestigd.

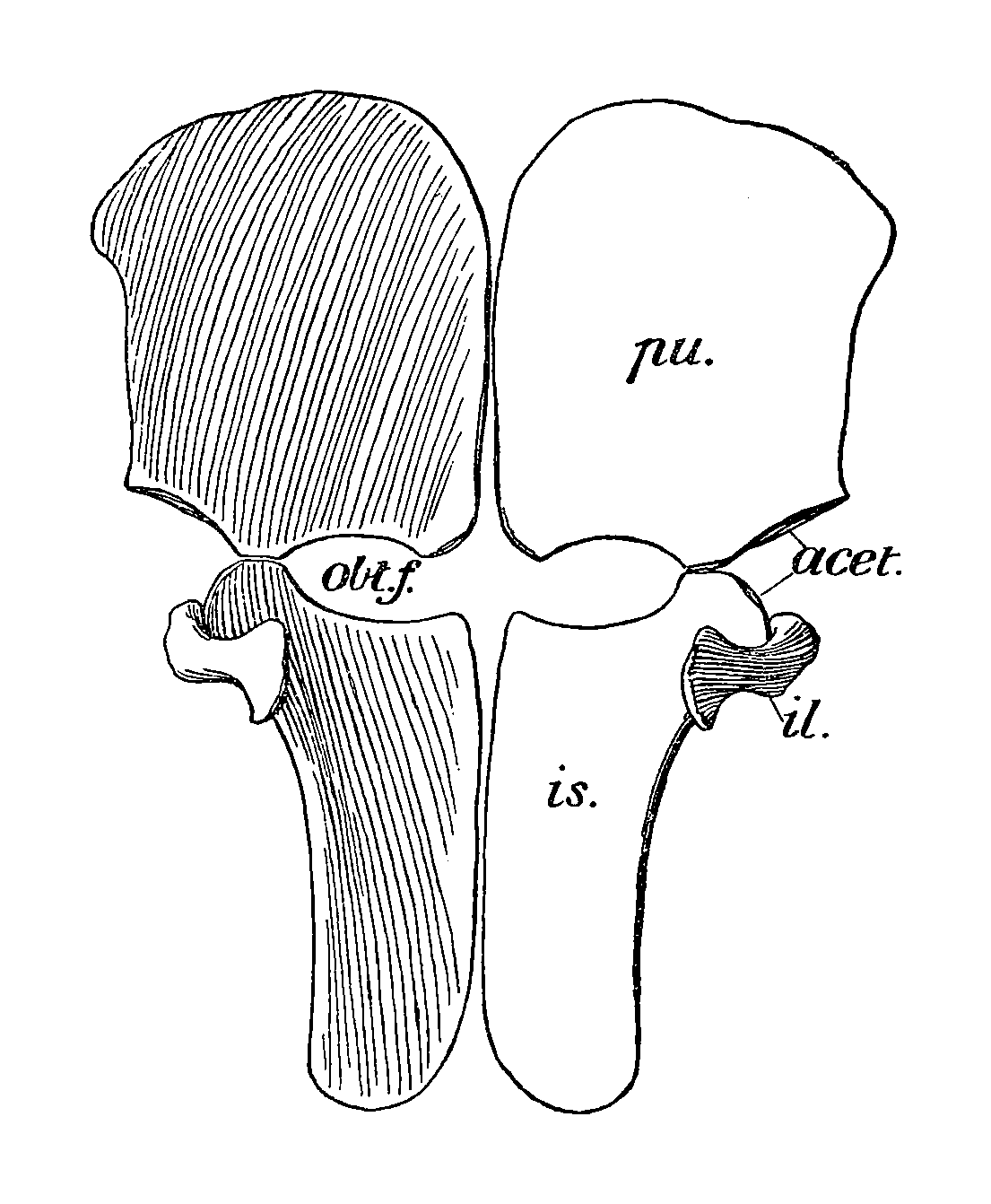
Het bekken

De schoudergordel was groot, hoewel niet zo zwaar gebouwd als bij sommige andere plesiosauriërs. De coracoïden (ravenbeksbeenderen) zijn de grootste botten in de schoudergordel en hebben een plaatachtige vorm. Het schoudergewricht wordt gevormd door zowel het schouderblad als het ravenbeksbeen, waarbij de twee botten een hoek van zeventig graden met elkaar maken. De schouderbladen hebben een typische vorm voor een pliosauride en zijn triradiaal, met drie prominente takken, of rami. De dorsale (bovenste) ramus is naar buiten, naar boven en naar achteren gericht. De onderste rami van de twee schouderbladen waren van elkaar gescheiden door een driehoekig bot dat bekend staat als de interclavicula. Zoals te zien is bij andere pliosauriërs, draagt het bekken van Peloneustes grote en platte zitbeenderen en schaambeenderen. Het derde bekkenbeen, het darmbeen, is kleiner en langgerekt en articuleert met het zitbeen. Het bovenste uiteinde van het darmbeen vertoont een grote mate van variatie binnen Peloneustes philarchus, met twee bekende vormen of morfen, een met een afgeronde bovenrand, de andere met een platte bovenrand en meer hoekig profiel.
De achterpoten zijn langer dan de voorpoten, waarbij het dijbeen langer is dan het opperarmbeen, hoewel het opperarmbeen het meest robuuste van de twee elementen is. Het spaakbeen is ongeveer even breed als lang, in tegenstelling tot de ellepijp (het andere grote bot van de onderarm), die breder is dan lang. Het spaakbeen is de grootste van deze twee elementen. Het scheenbeen is groter dan het kuitbeen (onderste achterpootbotten) en langer dan breed, terwijl het kuitbeen bij sommige exemplaren breder is dan lang. De middenhandsbeentjes, middenvoetsbeentjes en de proximale handkootjes (enkele van de botten die het uiteinde van de vin vormen) zijn afgeplat. De meeste vingerkootjes in beide ledematen hebben afgeronde doorsneden en ze hebben allemaal opvallende vernauwingen in het midden. Het aantal kootjes in elke vinger en teen is onbekend in zowel de voor- als achterpoten.

## Fylogenie
Seeley beschreef Peloneustes aanvankelijk als een soort van Plesiosaurus, een vrij gebruikelijke praktijk (in die tijd was de reikwijdte van geslachten vergelijkbaar met wat momenteel wordt gebruikt voor families). In 1874 benoemde Seeley een nieuwe familie van plesiosauriërs, Pliosauridae, om vormen te omvatten die lijken op Pliosaurus. In 1890 plaatste Lydekker Peloneustes in deze familie, waaraan het sindsdien consequent is toegewezen. In 1940 beschouwde paleontoloog Theodore E. White pliosauriden als naaste verwanten van de Elasmosauridae op basis van de schouderanatomie. Paleontoloog Samuel Paul Welles dacht echter dat pliosauriden meer op Polycotylidae leken, onder meer omdat ze allebei grote schedels en korte nekken hadden. Hij groepeerde deze twee families in de superfamilie Pliosauroidea, terwijl andere plesiosauriërs de superfamilie Plesiosauroidea vormden. Een andere plesiosauriërfamilie, Rhomaleosauridae, is sindsdien toegewezen aan de Pliosauroidea, terwijl Polycotylidae opnieuw is toegewezen aan de Plesiosauroidea. In 2012 vonden Benson en collega's echter een andere topologie, waarbij de Pliosauridae nauwer verwant waren aan de Plesiosauroidea dan de Rhomaleosauridae. Deze pliosauride plesiosauroide clade werd Neoplesiosauria genoemd.
Binnen de Pliosauridae is de exacte fylogenetische positie van Peloneustes onzeker. In 1889 beschouwde Lydekker Peloneustes als een overgangsvorm tussen Pliosaurus en eerdere plesiosauriërs, hoewel hij het onwaarschijnlijk vond dat Peloneustes de voorouder was van Pliosaurus. In 1960 beschouwde Tarlo Peloneustes als een naaste verwant van Pliosaurus, aangezien beide taxa langwerpige onderkaaksymfysen hadden. In 2001 hebben O'Keefe en collega's het gevonden als een basaal (vroeg divergerend) lid van de Pliosauridae, buiten een groep met Liopleurodon, Pliosaurus en Brachauchenius. In 2008 ontdekten de paleontologen Adam Stuart Smith en Gareth J. Dyke echter dat Peloneustes het zustertaxon van Pliosaurus was. In 2013 benoemden Benson en paleontoloog Patrick Scott Druckenmiller de nieuwe clade Thalassophonea binnen de Pliosauridae. Deze clade omvatte de 'klassieke' korthalzige pliosauriden, terwijl de eerdere, langhalzige, meer graciele vormen werden uitgesloten. Peloneustes bleek de meest basale thalassofoon te zijn. Latere studies hebben een vergelijkbare positie voor Peloneustes aangetoond.
Het volgende kladogram toont de positie van Peloneustes in de evolutionaire stamboom.
|  | Liopleurodon ferox                                                  |
|  |                                                                     |
|  | \| \| Pliosaurus spp. \| \| \| \| \| \| Brachaucheninae \| \| \| \| |
|  |                                                                     |
|  | Pliosaurus spp.                                                     |
|  |                                                                     |
|  | Brachaucheninae                                                     |
|  |                                                                     |

|  | Pliosaurus spp. |
|  |                 |
|  | Brachaucheninae |
|  |                 |

|  | Liopleurodon ferox                                                  |
|  |                                                                     |
|  | \| \| Pliosaurus spp. \| \| \| \| \| \| Brachaucheninae \| \| \| \| |
|  |                                                                     |
|  | Pliosaurus spp.                                                     |
|  |                                                                     |
|  | Brachaucheninae                                                     |
|  |                                                                     |

|  | Pliosaurus spp. |
|  |                 |
|  | Brachaucheninae |
|  |                 |

|  | Liopleurodon ferox                                                  |
|  |                                                                     |
|  | \| \| Pliosaurus spp. \| \| \| \| \| \| Brachaucheninae \| \| \| \| |
|  |                                                                     |
|  | Pliosaurus spp.                                                     |
|  |                                                                     |
|  | Brachaucheninae                                                     |
|  |                                                                     |

|  | Pliosaurus spp. |
|  |                 |
|  | Brachaucheninae |
|  |                 |

|  | Liopleurodon ferox                                                  |
|  |                                                                     |
|  | \| \| Pliosaurus spp. \| \| \| \| \| \| Brachaucheninae \| \| \| \| |
|  |                                                                     |
|  | Pliosaurus spp.                                                     |
|  |                                                                     |
|  | Brachaucheninae                                                     |
|  |                                                                     |

|  | Pliosaurus spp. |
|  |                 |
|  | Brachaucheninae |
|  |                 |

|  | Liopleurodon ferox                                                  |
|  |                                                                     |
|  | \| \| Pliosaurus spp. \| \| \| \| \| \| Brachaucheninae \| \| \| \| |
|  |                                                                     |
|  | Pliosaurus spp.                                                     |
|  |                                                                     |
|  | Brachaucheninae                                                     |
|  |                                                                     |

|  | Pliosaurus spp. |
|  |                 |
|  | Brachaucheninae |
|  |                 |

|  | Liopleurodon ferox                                                  |
|  |                                                                     |
|  | \| \| Pliosaurus spp. \| \| \| \| \| \| Brachaucheninae \| \| \| \| |
|  |                                                                     |
|  | Pliosaurus spp.                                                     |
|  |                                                                     |
|  | Brachaucheninae                                                     |
|  |                                                                     |

|  | Pliosaurus spp. |
|  |                 |
|  | Brachaucheninae |
|  |                 |

|  | Liopleurodon ferox                                                  |
|  |                                                                     |
|  | \| \| Pliosaurus spp. \| \| \| \| \| \| Brachaucheninae \| \| \| \| |
|  |                                                                     |
|  | Pliosaurus spp.                                                     |
|  |                                                                     |
|  | Brachaucheninae                                                     |
|  |                                                                     |

|  | Pliosaurus spp. |
|  |                 |
|  | Brachaucheninae |
|  |                 |

|  | Liopleurodon ferox                                                  |
|  |                                                                     |
|  | \| \| Pliosaurus spp. \| \| \| \| \| \| Brachaucheninae \| \| \| \| |
|  |                                                                     |
|  | Pliosaurus spp.                                                     |
|  |                                                                     |
|  | Brachaucheninae                                                     |
|  |                                                                     |

|  | Pliosaurus spp. |
|  |                 |
|  | Brachaucheninae |
|  |                 |

## Paleobiologie
Plesiosauriërs waren goed aangepast aan het leven in zee. Ze groeiden met snelheden die vergelijkbaar waren met die van vogels en hadden een hoog metabolisme ofwel stofwisseling, wat wijst op homeothermie of zelfs endothermie, warmbloedigheid. 
Het benige labyrint, een holte in de schedel die een sensorisch orgaan bevatte dat verband houdt met evenwicht en oriëntatie, van Peloneustes en andere plesiosauriërs is qua vorm vergelijkbaar met dat van zeeschildpadden. Paleontoloog James Neenan en collega's veronderstelden in 2017 dat deze vorm waarschijnlijk is geëvolueerd samen met de fladderende bewegingen die plesiosauriërs gebruiken om te zwemmen. Peloneustes en andere plesiosauriërs met korte hals hadden ook kleinere labyrinten dan plesiosauriërs met langere halzen, een patroon dat ook wordt gezien bij walvisachtigen. Bovendien had Peloneustes waarschijnlijk zoutklieren in zijn hoofd om de overtollige hoeveelheid zout in zijn lichaam aan te kunnen. Peloneustes lijkt echter een roofdier te zijn geweest van gewervelde dieren, die minder zout bevatten dan ongewervelde dieren; daarom suggereerde de vooraanstaande paleontoloog Leslie Noè in een proefschrift uit 2001 dat deze klieren niet bijzonder groot hoefden te zijn. Peloneustes, zoals veel andere pliosauriërs, vertoonde een verminderde mate van verbening van de botten. Paleontoloog Arthur Cruickshank en collega's suggereerden in 1966 voor dat dit Peloneustes mogelijk heeft geholpen zijn drijfvermogen te behouden of zijn manoeuvreerbaarheid te verbeteren. Een studie uit 2019 door paleontoloog Corinna Fleischle en collega's ontdekte dat plesiosauriërs vergrote rode bloedcellen hadden, gebaseerd op de morfologie van hun vaatkanalen, wat ze zou hebben geholpen tijdens het duiken.
Plesiosauriërs zoals Peloneustes gebruikten een zwemmethode die bekend staat als onder water vliegen, waarbij ze hun vinnen als hydrofoils gebruikten. Plesiosauriërs zijn ongebruikelijk onder zeereptielen omdat ze alle vier hun ledematen gebruikten, maar geen bewegingen van de wervelkolom, voor voortstuwing. Hoewel het onwaarschijnlijk is dat de korte staart is gebruikt om het dier voort te stuwen, had die kunnen helpen de plesiosauriër te stabiliseren of te sturen. De voorste vinnen van Peloneustes hebben lengte/breedteverhoudingen van 6,36, terwijl de achterflippers lengte/breedteverhoudingen hebben van 8,32. Deze verhoudingen zijn vergelijkbaar met die van de vleugels van moderne valken. In 2001 stelde O'Keefe voor dat, net als valken, pliosauromorfe plesiosauriërs zoals Peloneustes waarschijnlijk in staat waren om snel en behendig, zij het inefficiënt, te bewegen om prooien te vangen. Computermodellen door paleontoloog Susana Gutarra en collega's ontdekten in 2022 dat een plesiosaurër vanwege zijn grote vinnen meer weerstand zou hebben geproduceerd dan een walvisachtige of ichthyosauriër van vergelijkbare grootte. Plesiosauriërs gingen dit echter tegen met hun relatief grote rompen en absolute lichaamsgrootte. Vanwege de vermindering van de weerstand door hun kortere, diepere lichamen, opperde paleontoloog Judy Massare in 1988 dat plesiosauriërs actief naar hun voedsel konden zoeken en achtervolgen in plaats van erop te moeten wachten.

## Beetmechanica

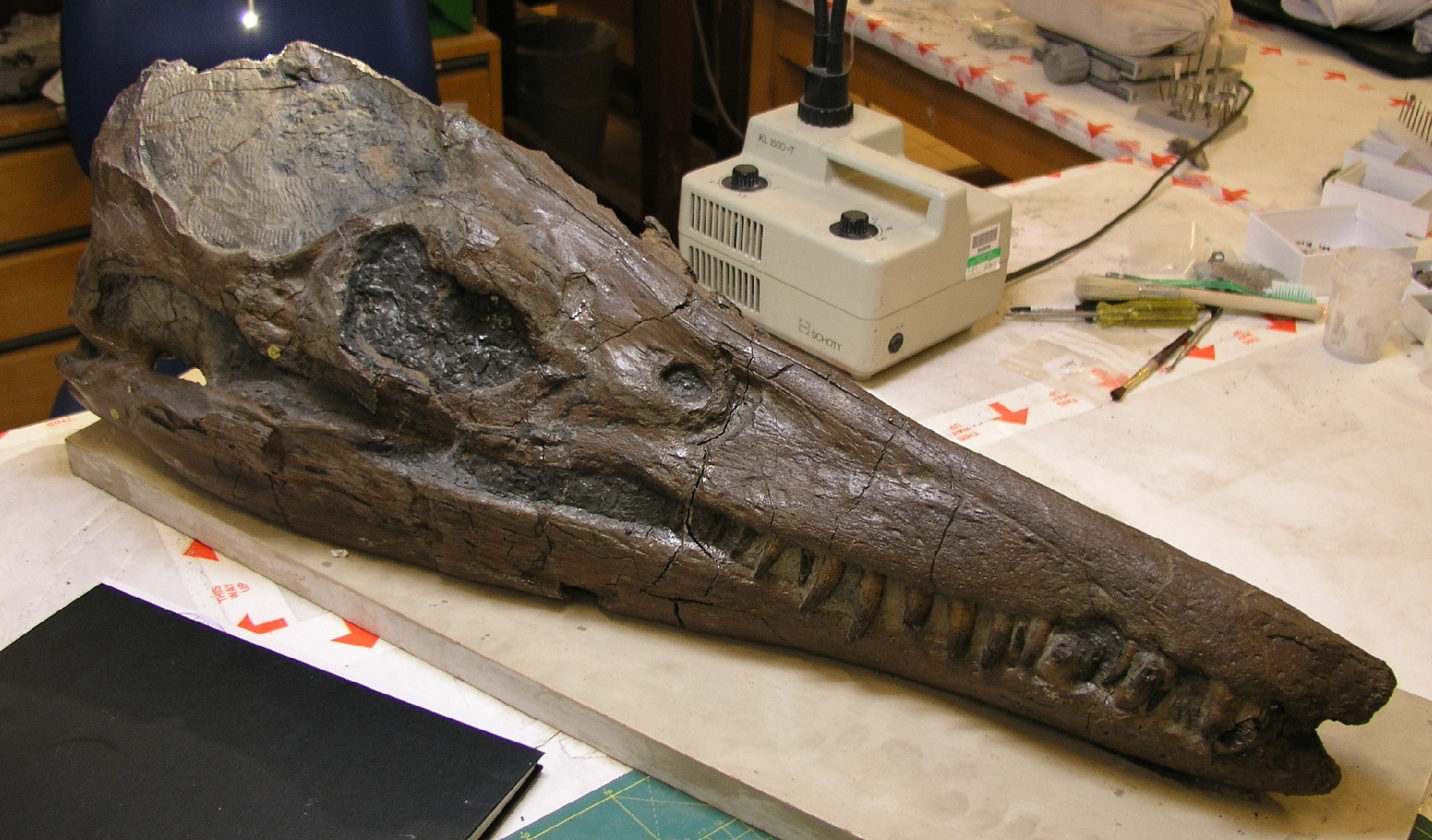
R 4058 laat zien hoe gering de waterweerstand was bij een zijdelingse beweging

In een proefschrift uit 2001 merkte Noè veel aanpassingen op bij pliosauride schedels voor predatie. Om schade tijdens het voeden te voorkomen, zijn de schedels van pliosauriden zoals Peloneustes zeer akinetisch, waarbij de botten van de schedel en onderkaak grotendeels op hun plaats waren vergrendeld om beweging te voorkomen. De snuit bevat langwerpige botten die hielpen om buigen te voorkomen en heeft een versterkte verbinding met het gezichtsgebied om beter bestand te zijn tegen de stress van het eten. Van opzij gezien is loopt de onderkaak maar weinig taps toe, waardoor deze wordt versterkt. De mandibulaire symphysis zou hebben bijgedragen aan een gelijkmatige beet en voorkomen dat de onderkaken onafhankelijk van elkaar bewegen. De vergrote coronoïde verheffing biedt een groot, sterk gebied voor de verankering van de kaakspieren, hoewel deze structuur bij Peloneustes niet zo groot is als bij andere pliosauriden. De gebieden waar de kaakspieren waren verankerd, bevinden zich verder naar achteren op de schedel om het inslikken van het voedsel niet te belemmeren. Het niervormige mandibulaire glenoïde zou het kaakgewricht stabieler hebben gemaakt en de ontwrichting van de onderkaak hebben voorkomen. Pliosauride tanden zijn stevig geworteld en in elkaar grijpend, wat de randen van de kaken versterkt. Deze configuratie werkt ook goed met de eenvoudige rotatiebewegingen waartoe de kaken van pliosauriden beperkt waren en versterkte de tanden tegen het worstelen van prooien. De grotere voorste tanden zouden zijn gebruikt om prooien te spietsen, terwijl de kleinere achterste tanden, gezien de grotere bijtkracht achter in de muil, de prooi verpletterden en naar achteren naar de keel leidden. Met hun brede muilen zouden pliosauriden hun voedsel niet veel hebben verwerkt voordat ze het doorslikten.
De talrijke tanden van Peloneustes zijn zelden gebroken, maar vertonen vaak tekenen van slijtage aan de punten. Hun scherpe punten, licht gebogen, slanke vorm en prominente tussenruimte geven aan dat ze zijn gebouwd om te doorboren. De slanke, langwerpige snuit lijkt qua vorm op die van een dolfijn. Zowel de snuit- als de tandmorfologie brachten Noè ertoe te suggereren dat Peloneustes een piscivoor (viseter) was. Om zijn prooi te vangen, zou Peloneustes snel zijn kop opzij hebben gezwiept. De min of meer ronde dwarsdoorsnede van de slanke snuit zou de waterweerstand tot een minimum hebben beperkt, terwijl de lange kaken geschikt waren om snel mobiele prooien te pakken. Het platte, vergrote verhemelte en de versterkte hersenpan van Peloneustes zouden de torsie, verticale en horizontale buiging veroorzaakt door de lange snuit hebben verminderd. De verstevigde hersenpan zou de schokabsorptie in het gebied van de hersenen hebben verbeterd. Omdat de punt van de snuit verder weg was van het kaakgewricht, zou deze een zwakkere bijtkracht hebben uitgeoefend dan de gebieden verder naar achteren. De voorste delen van de kaken van Peloneustes zijn langwerpig, wat aangeeft dat ze zouden zijn gebruikt om snel prooien aan te vallen en te vangen. Deze aanpassingen duiden op een voorkeur voor kleinere prooien die, hoewel behendig, gemakkelijker uit te schakelen en minder krachtig zouden zijn geweest. Peloneustes zou echter nog steeds in staat zijn geweest om vissen van gemiddelde grootte aan te vallen. Hoewel een skelet, gecatalogiseerd als NHMUK R3317, met belemnietresten in zijn maag in 1910 door Andrews aan Peloneustes werd toegewezen, is het zeer onvolledig en kan het in plaats daarvan behoren tot de gelijktijdige pliosauride Simolestes, zoals gesuggereerd door Noè. Er is ook gesuggereerd in 2018 dat Peloneustes bijtwonden heeft toegebracht aan een exemplaar van Cryptoclidus, door Bruce Rothschild en collega's.

## Paleo-omgeving

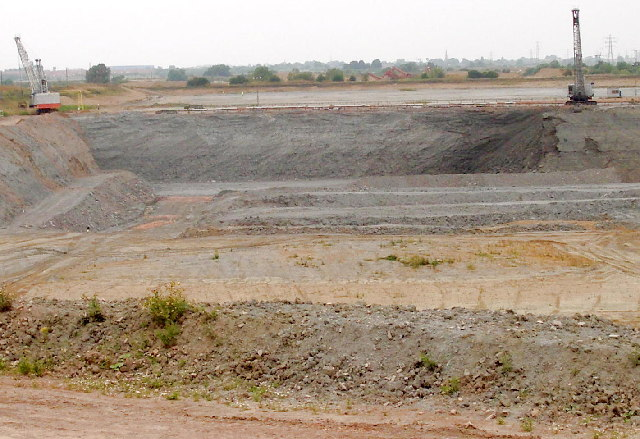
Een leemput in de Oxford Clay

Peloneustes is bekend van de Peterborough-afzetting (voorheen bekend als de Lower Oxford Clay) van de Oxford Clayformatie. Hoewel door Tarlo werd gesteld dat Peloneustes afkomstig was uit het Oxfordien (van ongeveer 164 tot 157 miljoen jaar geleden) van het Laat-Jura, dateert de Peterborough-afzetting in feite uit het Callovien (ongeveer 166 tot 164 miljoen jaar geleden) van het Midden-Jura. De Peterborough-afzetting strekt zich uit van het late Vroeg-Callovien tot het vroege Laat-Callovien en beslaat het geheel van het Midden-Callovien. Zij bedekt de Kellawaysformatie en wordt weer bedekt door de Stewartby-afzetting van de Oxford Clayformatie. De Peterborough-afzetting bestaat voornamelijk uit grijze bitumineuze (asfalthoudende) schalie en leem die rijk zijn aan organisch materiaal. Deze rotsen zijn soms splijtbaar (splitsbaar in dunne, platte platen). De afzetting is ongeveer zestien tot vijfentwintig meter dik en strekt zich geografisch uit van Dorset tot de Humber.
De Peterborough-afzetting vertegenwoordigt een epicontinentale zee in een tijd van stijgende zeespiegels. Toen ze werd afgezet, zou ze zich op een breedtegraad van vijfendertig graden noorderbreedte hebben bevonden. Deze zee, bekend als de Oxford Clay Sea, was grotendeels omringd door eilanden en continenten, die de zeestraat van sediment voorzagen. De nabijheid van land wordt aangetoond door de conservering van terrestrische fossielen zoals drijfhout in de Oxford Clay, naast een neptunische klastische spleetvulling in de lagere niveaus van de Peterborough-afzetting, waarbij de vorming van de spleetvulling werd vergemakkelijkt door regenwater. De zuidelijke regio van de Oxford Clay Sea was verbonden met de Tethysoceaan, terwijl het aan de noordkant was verbonden met meer boreale regio's. Hierdoor kon faunale uitwisseling plaatsvinden tussen de Tethyide- en boreale regio's. Deze zee was ongeveer dertig tot vijftig meter diep binnen honderdvijftig kilometer van de kustlijn.
Het omringende land zou een mediterraan klimaat hebben gehad, met droge zomers en natte winters, hoewel het geleidelijk steeds droger werd. Gebaseerd op gegevens van δ18O isotopen bij tweekleppige dieren, varieerde de watertemperatuur van de zeebodem van de Peterborough-afzetting van veertien tot zeventien graden Celsius als gevolg van seizoenvariaties, met een gemiddelde temperatuur van vijftien graden Celsius. Belemnietfossielen geven vergelijkbare resultaten, met een watertemperatuurbereik van minimaal elf graden Celsius tot een maximum tussen veertien graden Celsius of zestien graden Celsius, met een gemiddelde temperatuur van dertien graden Celsius. Terwijl sporen van groene zwavelbacteriën duiden op euxinisch water, met lage zuurstof- en hoge waterstofsulfideniveaus, suggereren overvloedige sporen van bentische (in de bodem levende) organismen dat het bodemwater niet zuurstofloos was. Zuurstofniveaus lijken te hebben gevarieerd, waarbij sommige afzettingen zijn vastgelegd in meer beluchte omstandigheden dan andere.

### Gelijktijdige biota

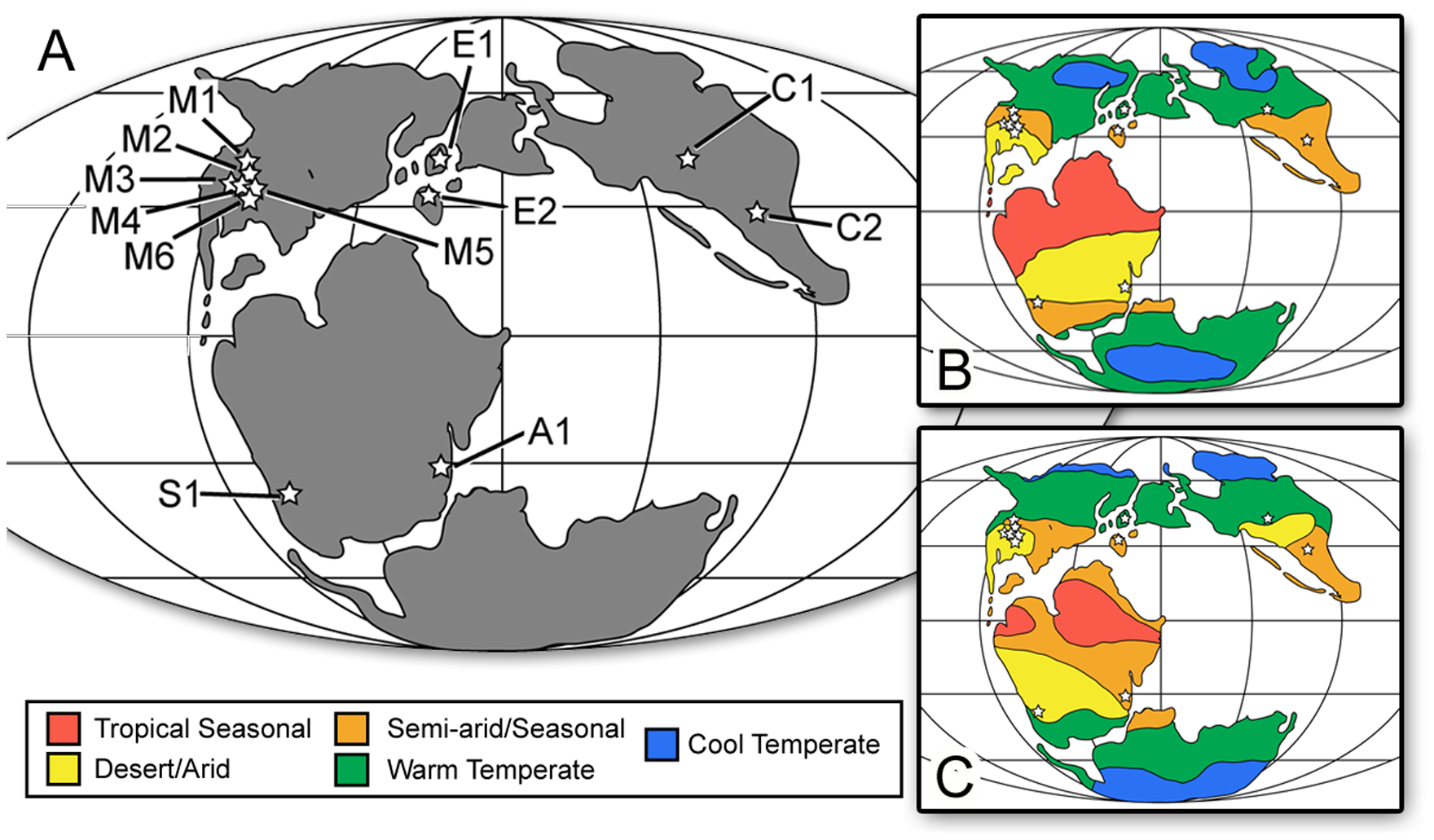
De verdeling van de continenten tijdens het Callovien met op E1 de habitat van Peloneustes

Er zijn veel soorten ongewervelde dieren bewaard gebleven in de Peterborough-afzetting. Hiertoe behoren koppotigen, waaronder ammonieten, belemnieten en nautiloïden. Tweekleppige dieren zijn een andere overvloedige groep, terwijl gastropoden en ringwormen minder talrijk zijn, maar nog steeds vrij algemeen voorkomen. Geleedpotigen zijn ook aanwezig. Brachiopoden en stekelhuidigen zijn zeldzaam. Ondanks dat ze niet bekend zijn van fossielen, zouden polychaeten waarschijnlijk in dit ecosysteem aanwezig zijn geweest, vanwege hun overvloed in vergelijkbare moderne omgevingen en holen die vergelijkbaar zijn met die van deze wormen. Microfossielen met betrekking tot foraminiferen, coccolithophoroïden en dinoflagellaten zijn overvloedig aanwezig in de Peterborough-afzetting.
Van de Peterborough-afzetting is een grote verscheidenheid aan vissen bekend. Deze omvatten de chondrichthyiden Asteracanthus, Brachymylus, Heterodontus (of Paracestracion), Hybodus, Ischyodus, Palaeobrachaelurus, Pachymylus, Protospinax, Leptacanthus, Notidanus, Orectoloboides, Spathobathis en Sphenodus. Actinopterygiden waren ook aanwezig, vertegenwoordigd door Aspidorhynchus, Asthenocormus, Caturus, Coccolepis, Heterostrophus, Hypsocormus, Leedsichthys, Lepidotes, Leptolepis, Mesturus, Osteorachis, Pachycormus, Pholidophorus en Sauropsis. Deze vissen omvatten soorten die aan het wateroppervlak leven, midden in het water leven en bentische soorten van verschillende groottes, waarvan sommige behoorlijk groot kunnen worden. Ze vulden verschillende niches, waaronder ongewervelde eters, piscivoren en, in het geval van Leedsichthys, gigantische filtervoeders.
Plesiosauriërs komen veel voor in de Peterborough-afzetting, en naast pliosauriden worden ze vertegenwoordigd door cryptoclididen, waaronder Cryptoclidus, Muraenosaurus, Tricleidus en Picrocleidus. Het waren kleinere plesiosauriërs met dunne tanden en lange nekken, en, in tegenstelling tot pliosauriden zoals Peloneustes, zouden ze voornamelijk kleine dieren hebben gegeten. De ichthyosauriër Ophthalmosaurus leefde ook in de Oxford Clayformatie. Ophthalmosaurus was goed aangepast voor diep duiken, dankzij zijn gestroomlijnde, bruinvisachtige lichaam en gigantische ogen, en voedde zich waarschijnlijk met koppotigen. Deze omvatten de gaviaalachtige teleosauroïden Charitomenosuchus, Lemmysuchus, Mycterosuchus en Neosteneosaurus en de mosasaurusachtige metriorhynchiden Gracilineustes, Suchodus, Thalattosuchus en Tyrannoneustes. Hoewel zeldzaam, maakte de kleine visetende pterosauriër Rhamphorhynchus ook deel uit van dit mariene ecosysteem.
Er zijn meer pliosauride soorten bekend uit de Peterborough-afzetting dan uit enige andere verzameling. Peloneustes is van de meeste exemplaren bekend. Naast Peloneustes omvatten deze pliosauriden Liopleurodon ferox, Simolestes vorax, Pliosaurus andrewsi, Marmornectes candrewi, Eardasaurus powelli en mogelijk Pachycostasaurus dawni. Er is echter een aanzienlijke variatie in de anatomie van deze soorten, wat aangeeft dat ze zich voedden met verschillende prooien, waardoor concurrentie werd vermeden (niche-verdeling). Liopleurodon was aangepast om grote prooien aan te pakken, inclusief andere zeereptielen en grote vissen.  De langsnuitige Eardasaurus powelli zoals Liopleurodon heeft ook tanden met snijranden en heeft mogelijk ook grote prooien gevangen. Simolestes vorax, met zijn brede, diepe schedel en krachtige beet, lijkt een roofdier van grote koppotigen te zijn geweest. Pliosaurus andrewsi heeft, net als Peloneustes, een langwerpige snuit, een aanpassing om zich te voeden met kleine, behendige dieren. Zijn tanden zijn echter geschikt om te snijden, wat wijst op een voorkeur voor grotere prooien, terwijl die van Peloneustes beter geschikt zijn om te doorboren. Pliosaurus andrewsi is ook groter dan Peloneustes. Marmornectes candrewi is ook vergelijkbaar met Peloneustes, met een lange snuit, en misschien ook gevoed met vis. Pachycostasaurus dawni is een kleine, zwaar gebouwde pliosauriër die zich waarschijnlijk voedde met benthische prooien. Het heeft een zwakkere schedel dan andere pliosauriden en was stabieler, dus het gebruikte waarschijnlijk verschillende voedingsmethoden om concurrentie te vermijden. In tegenstelling tot de andere pliosauriden van de Oxford Clay, was Pachycostasaurus vrij zeldzaam, misschien leefde hij voornamelijk buiten het afzettingsgebied van de Oxford Clayformatie, mogelijk in kustgebieden, diep water of zelfs rivieren. Hoewel er in het Midden-Jura verschillende soorten pliosauriden aanwezig waren, stierven de piscivore vormen met lange snuit, zoals Peloneustes, uit op de grens van het Midden- tot Laat-Jura. Dit lijkt de eerste fase te zijn geweest van een geleidelijke afname van de diversiteit van plesiosauriërs. Hoewel de oorzaak hiervan onzeker is, kan deze zijn beïnvloed door veranderende oceaanchemie en, in latere fasen, dalende zeespiegels.